# Eljo
Eljo var en tillverkare av installationsmateriel inom el, tele och data. De mest kända produktnamnen var Eljo Trend, Eljo Trend Solid, Eljo Senso och Eljo Renova. Varumärket ägs sedan 2003 av Schneider Electric S/A.

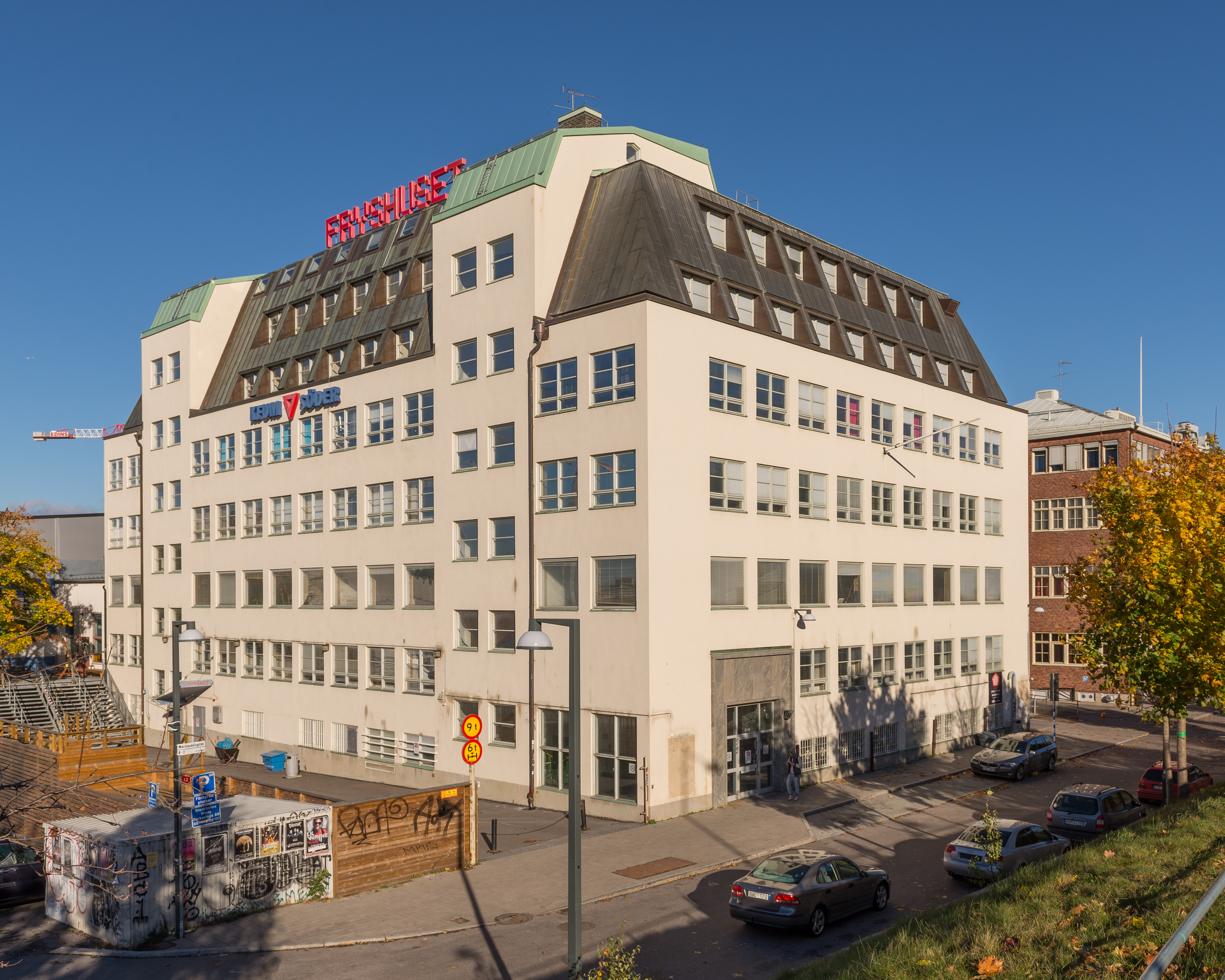
Joel Olssons Elektriska AB:s tidigare fabrik i Södra Hammarbyhamnen i Stockholm. Numera aktivitetscentrumet Fryshuset

## Historia
Direktör Joel Olsson, ägare till Joel Olssons Elektriska AB i Stockholm, köpte Dala Bakelit 1945 av fabrikör Gösta Grönvall. 1953 bytte företaget namn till Eljo Plastindustri AB. 1971 ändrades namnet till Eljo AB. Tillverkningen, bestående av elinstallationsmateriel, var belägen i Båstad i nordvästra Skåne. 
2003 förvärvades företaget av det franska elföretaget Schneider Electric S/A. 2007 valde Schneider Electric att lägga ner Eljo AB i Båstad och flytta tillverkningen till andra enheter inom koncernen. 2009 togs även beslutet att avveckla varumärket "Eljo" i ett led att samordna verksamheten i Sverige med Schneider Electrics övriga.